# ام‌العظام (حمص)
ام‌العظام (به عربی: أم العظام) یک روستا در سوریه است که در استان حمص واقع شده‌است. ام‌العظام ۱٬۹۳۰ نفر جمعیت دارد.